# Fuera de temporada
Fuera de temporada (en francés: Hors Saison) es una película de comedia francesa-suiza-alemana de 1992 dirigida por Daniel Schmid, quien también coescribió el guion con Martin Suter. La película es semiautobiográfica para Schmid, quien vuelve a imaginar el hotel en el que creció en los Alpes suizos. La coproducción franco-suiza-alemana se estrenó en el Festival Internacional de Cine de Locarno en agosto de 1992, seguida de una proyección en el Festival Internacional de Cine de Toronto el 12 de septiembre de 1992. La película fue la presentación suiza para el Premio Óscar a la Mejor Película en Lengua Extranjera, pero no fue nominada.

## Reparto
- Sami Frey como Narrador
- Maria Maddalena Fellini como Abuela
- Marisa Paredes como Sarah Bernhardt
- Geraldine Chaplin como Anarquista
- Ingrid Caven como Lilo
- Andréa Ferréol como Mademoiselle Gabriel
- Arielle Dombasle como Mme. estudiante
- Maurice Garrel como Abuelo
- Dieter Meier como Max
- Ulli Lommel como Prof. Maliní
- Carlos Devesa como Valentín
- Irene Olgiati como Pareja

## Recepción
La película fue bien recibida por Variety, "Fuera de temporada es un circo cinematográfico descarado poblado por un elenco de caricaturas al estilo de Fellini. Es ironía y buen humor lo que lo convierte en un entretenimiento de primera clase para el público familiar, así como para los fanáticos de la casa de arte del director". David Robinson escribió en The Times que la película ofrece "una rica nostalgia" y que "se deleita con los coloridos fantasmas del lugar [hotel]".